# Mahidevran Hatun
Mahidevran, även kallad Gülbahar, 1500, död 1581, var en slavkonkubin till Süleyman I och mor till kronprins Şehzade Mustafa.  Hon är främst känd i historien för sin rivalitet med sultanens favorithustru Roxelana. 

Porträtt av Mahidevran

Mahidevrans ursprung är obekräftat. Hon tros ha varit antingen en cirkassier eller en alban från Montenegro, innan hon förslavades och placerades i det kejserliga osmanska haremet, där hon enligt sed konverterade till islam och fick ett persiskt namn, Mahidevran. 
Hon var en av sjutton konkubiner i Süleymans harem under hans tid som kronprins och guvernör i Manisa.  Hon ska en tid ha varit hans favorit, och blev 1515 mor till hans äldsta son. När Süleyman I besteg tronen 1520 följde hon honom till Konstantinopel.  Under de första året efter hans tronbestigning utspelades svåra konflikter mellan Süleymans två favorithustrur, Mahidevran och Roxelana. Konflikten avslutades med Roxelanas seger.  År 1533 gifte sig Süleyman I med Roxelana, och Mahidevran följde med sin son till Manisa, där han i egenskap av kronprins traditionsenligt skulle vara guvernör tills han besteg tronen.  Hon beskrivs som en lojal rådgivare till sin son, och gav med stor framgång honom råd om hur han skulle göra sig populär. 
År 1553 avrättades hennes son kronprinsen.  Mahidevran levde sedan under svåra ekonomiska omständigheter i Bursa. När hennes styvson Selim besteg tronen år 1566, sedan både Süleyman I och Roxelana avlidit, gav han henne ett generöst underhåll.